# David Baur
David Baur (* 29. Juni 1977 in Tübingen) ist ein in Stuttgart lebender bildender Künstler und Unternehmer.

## Leben
Baur absolvierte sein Staatsexamen in Malerei im Jahr 2004 an der Staatlichen Akademie der Bildenden Künste Stuttgart in den Meisterklassen unter anderem bei Moritz Baumgartl, Sotorius Michou und Alexander Roob. Im Jahr 2007 erwarb er ferner sein Diplom an der Akademie der Bildenden Künste Nürnberg im Studiengang „Kunst und öffentlicher Raum“ bei Georg Winter. Einige Zeit hat Baur danach als freier Kunsterzieher an Gymnasien gearbeitet.
David Baur lebt in Stuttgart und hat sein Atelier in den Wagenhallen am Nordbahnhof.

## Werk
Baurs Ursprünge in der Malerei sind großformatig, mit Acryl auf Leinwand gefertigte Motive, die sich oftmals mit situativen aber auch transformativen Spannungsbögen neuzeitlicher Konfliktlinien bedienen – seien sie auf das menschliche Antlitz reduziert oder aber die technologische Hybris in den Fokus rückend. David Baurs Bilder sind schwarz, graue und erdige Farbwolken, aus denen sich schemenhaft oder fragmentiert Figuren oder Dinge andeuten. Seine Darstellungen sind düstere Welten voller Zerstörung, Gewalt und Gefahr.
Neben der großformatigen Malerei zeichnet Baur in vielfachen Studien und singulären Werken kleinformatige Zeichnungen auf Papier mit Graphit, Wasserfarbe oder auf Kreide.

## Ausstellungen (Auswahl)
- 2006, im Flug, Shedhalle Tübingen[4]
- 2006 Grenzverläufe, Kunstverein Neuhausen[5]
- 2007 TransRobota, 7. Baltic Biennial of Contemporary Art, Nationalmuseum Stettin[6]
- 2008 Verbergen, Kunsthalle Luzern
- 2010 Kunst und Gesellschaft, Württembergischer Kunstverein, Stuttgart[7]
- 2011 Donaueschinger Regionale[8]
- 2016 Sodom akut, Neuer Ravensburger Kunstverein[9]
- 2017 Künstler der Wagenhallen Stuttgart, Kulturverein Zehntscheuer Rottenburg[10]